# Skeglinge socken
Skeglinge socken i Skåne ingick i Frosta härad och är sedan 1971 en del av Eslövs kommun, från 2016 inom Borlunda-Skeglinge distrikt.
Socknens areal är 5,78 kvadratkilometer varav 5,76 land. År 1952 fanns här 79 invånare. Sockenkyrkan Skeglinge kyrka revs 1868, varefter Borlunda kyrka i Borlunda socken användes.

## Administrativ historik
Socknen har medeltida ursprung. 
Vid kommunreformen 1862 övergick socknens ansvar för de kyrkliga frågorna till Skeglinge församling och för de borgerliga frågorna bildades Skeglinge landskommun. Landskommunen uppgick 1952 i Skarhults landskommun som 1971 uppgick i Eslövs kommun. Församlingen uppgick 1992 i Borlunda-Skeglinge församling som 2006 uppgick i Eslövs församling.
1 januari 2016 inrättades distriktet Borlunda-Skeglinge, med samma omfattning som Borlunda-Skeglinge församling fick 1992, och vari detta sockenområde ingår.
Socknen har tillhört län, fögderier, tingslag och domsagor enligt vad som beskrivs i artikeln Frosta härad. De indelta soldaterna tillhörde Norra skånska infanteriregementet, Frosta kompani.

## Geografi
Skeglinge socken ligger söder om Eslöv med Bråån i nordost. Socknen är en odlad slättbygd.

## Fornlämningar
Från stenåldern är boplatser funna. Från bronsåldern har tolv gravhögar funnits, fleratalet nu överodlade. 

## Namnet
Namnet skrevs 1351 Stoore Skiägglinge, 1498 Skeylynge och kommer från kyrkbyn. Förleden antas innehålla skaghi, 'udde, framskjutet terrängparti' syftande på kyrkan läge vid ett höjdparti mellan sänkorna kring Bråån och Rödabäcksån. Efterleden innehåller inbyggarbeteckningen inge.